# Södra Sälhällen
Södra Sälhällen är ett skär i Åland (Finland). Det ligger i den södra delen av landskapet, 10 km söder om huvudstaden Mariehamn.
Terrängen runt Södra Sälhällen är platt. Närmaste större samhälle är Mariehamn, 9,8 km norr om Södra Sälhällen. 